# Benutzungsrecht (staatlich angeordnet)
Staatlich angeordnetes Benutzungsrecht bezeichnet eine Rechtsposition, deren Inhaber zur Benutzung eines durch fremdes Patent geschützten Erfindungsgegenstands nicht der Erlaubnis des Patentinhabers bedarf. Im Unterschied zu anderen Benutzungsrechten, z. B. dem Vorbenutzungsrecht nach § 12Patentgesetz (PatG) bzw. § 13 Abs. 3 Gebrauchsmustergesetz (GebrMG) oder dem Weiterbenutzungsrecht nach § 123 Abs. 5 bis 7 PatG ist das staatlich angeordnete Benutzungsrecht nicht unmittelbar gesetzlich begründet, sondern bedarf im jeweiligen Einzelfall einer ausdrücklichen, an bestimmte tatsächliche Voraussetzungen geknüpften Anordnung der Exekutive.

## Eingriff in das Recht aus dem Patent
Da das Patent als Immaterialgüterrecht eigentumsähnlichen Charakter besitzt, fällt es wie das Eigentum unter die verfassungsmäßige Grundrechtsgarantie des Art. 14Grundgesetz (GG). Die hoheitliche Anordnung eines Benutzungsrechts am Patent zugunsten Dritter kommt deshalb einem enteignenden Eingriff gleich. Gemäß Art. 14 Abs. 3 GG dürfen aber Enteignungen – außer durch Gesetz – nur auf Grund eines Gesetzes erfolgen. Die Formulierung „auf Grund eines Gesetzes“ bedeutet: durch einen auf gesetzlicher Ermächtigung beruhenden Verwaltungsakt.

## Gesetzliche Ermächtigungsgrundlage
Gesetzliche Grundlage für die Ermächtigung der Exekutive, zugunsten Dritter ein Benutzungsrecht am Patent anzuordnen, ist § 13 Abs. 1 PatG. Nach dieser Vorschrift tritt „die Wirkung des Patents... insoweit nicht ein, als die Bundesregierung anordnet, dass die Erfindung im Interesse der öffentlichen Wohlfahrt benutzt werden soll. Sie erstreckt sich ferner nicht auf eine Benutzung der Erfindung, die im Interesse der Sicherheit des Bundes von der zuständigen obersten Bundesbehörde oder in deren Auftrag von einer nachgeordneten Stelle angeordnet wird“. Bei der „Wirkung“ des Patents handelt es sich um die in § 9, § 9a und § 10PatG normierten (positiven) Benutzungs- und (negativen) Verbotsrechte des Patentinhabers bezüglich der durch das Patent geschützten Erfindung.

### Tatbestandliche Voraussetzungen der Ermächtigung

#### Interesse der öffentlichen Wohlfahrt
Die in § 13 Abs. 1 Satz 1 normierte Voraussetzung „Interesse der öffentlichen Wohlfahrt“ ist begrifflich weit auszulegen. Sie schließt insbesondere die Fälle staatlicher Fürsorge und des Notstandes, z. B. Seuchen und dgl., ein. Auch die Benutzung von Erfindungen zum Schutz der Arbeiter im Bergbau gegen Lebens- und Gesundheitsgefahren fällt unter den Begriff "Interesse der öffentlichen Wohlfahrt.

#### Interesse der Sicherheit des Bundes
Diese Voraussetzung ist als Alternative zum „Interesse der öffentlichen Wohlfahrt“ zu verstehen, § 13 Abs. 1 Satz 2 PatG. Mit dem Begriff „Interesse der Sicherheit des Bundes“ werden Fälle des Schutzes vor Angriffen gegen den Bund und die Zivilbevölkerung, z. B. Luftschutz, erfasst, wobei es unerheblich ist, ob die Angriffe von außen oder von innen kommen.

### Kompetenzen

#### Bundesregierung
Gemäß § 13 Abs. 1 Satz 1 PatG ist (ausschließlich) im Falle einer Benutzungsanordnung im Interesse der öffentlichen Wohlfahrt die Zuständigkeit der Bundesregierung gegeben. Hierunter wird im Sinne von Art. 62GG die Gesamtheit von Bundeskanzler und Bundesministern zu verstehen sein. Denn für eine Delegierung der Anordnungskompetenz auf einzelne Bundesminister bietet § 13 PatG keine Anhaltspunkte.

#### Oberste Bundesbehörde
Für Benutzungsanordnungen im Interesse der Sicherheit des Bundes liegt dagegen die Kompetenz ausschließlich bei der zuständigen obersten Bundesbehörde oder – in deren Auftrag – bei einer der obersten Bundesbehörde nachgeordneten Stelle, § 13 Abs. 1 Satz 2 PatG. Zuständige oberste Bundesbehörden können sein: das Bundesministerium des Innern, für Bau und Heimat und das Bundesministerium der Verteidigung.

## Rechtsmittel
Gemäß § 13 Abs. 2 PatG steht dem Patentinhaber gegen Benutzungsanordnungen im Interesse der öffentlichen Wohlfahrt wie auch gegen solche im Interesse der Sicherheit des Bundes das Rechtsmittel einer Anfechtungsklage vor dem Bundesverwaltungsgericht zur Verfügung. Die Anfechtbarkeit von hoheitlichen Benutzungsanordnungen entspricht der verfassungsmäßigen Rechtsweggarantie des Art. 19 Abs. 4 GG, wonach demjenigen, der durch die öffentliche Gewalt (vorliegend die Bundesregierung bzw. die zuständige oberste Bundesbehörde) in seinen Rechten verletzt wird (vorliegend durch die staatliche Benutzungsanordnung, die dem Patentinhaber das alleinige Nutzungsrecht am Patent und das Verbotsrecht gegenüber Dritten (§ 9 PatG) nimmt), der Rechtsweg offensteht.

## Entschädigung
Die staatliche Benutzungsanordnung bedeutet eine erhebliche Beschränkung des alleinigen Benutzungs- und Verbotsrechts des Patentinhabers, die den Charakter eines Sonderopfers zugunsten der Allgemeinheit besitzt welches demgemäß eines finanziellen Ausgleichs zugunsten des Patentinhabers bedarf. Deshalb gewährt § 13 Abs. 3 Satz 1 PatG dem Patentinhaber „gegen den Bund“ einen „Anspruch auf angemessene Vergütung. Wegen deren Höhe steht im Streitfall der Rechtsweg vor den ordentlichen Gerichten offen“. Für die Angemessenheit der Vergütung ist § 315Bürgerliches Gesetzbuch (BGB) maßgebend.
Für den Fall, dass der Patentinhaber (zuvor) eine ausschließliche Lizenz an seinem Patent gewährt hat, ist durch die staatliche Benutzungsanordnung auch die Rechtsposition des betreffenden Lizenznehmers beeinträchtigt. Diesem steht deshalb – neben dem Patentinhaber selbst – ein angemessener Ausgleich durch eine finanzielle Entschädigung zu.